# Joshua Cohen (filósofo)
Joshua Cohen (nascido em 1951) é um filósofo estadunidense, especializado em filosofia política. Ele lecionou na Universidade de Stanford e no Instituto de Tecnologia de Massachusetts e atualmente é membro do corpo docente da Apple University.
Publicou artigos e livros de filosofia política, incluindo sobre a democracia deliberativa e a justiça global, bem como temas como liberdade de expressão, finanças eleitorais e novos modelos de governança democrática.

## Livros
- Cohen, Joshua; Rogers, Joel (1983). On democracy. Middlesex, England: Penguin Books
- Cohen, Joshua; Rogers, Joel (1986). Inequity and intervention: The Federal Budget and Central America. Boston: South End Press
- Cohen, Joshua; Rogers, Joel (1986). Rules of the game. Boston: South End Press
- Cohen, Joshua; Rogers, Joel (1995). Associations and democracy. Col: The Real Utopias Project. London: Verso Books. ISBN 1859849288 with Paul Q. Hirst, Claus Offe, Jane Mansbridge, Andrew Szasz, Andrew Levine, Philippe C. Schmitte, Wolfgang Streeck, Ira Katznelson, Ellen M. Immergut, Iris Marion Young, and Heinz Klug.
- Cohen, Joshua; Rogers, Joel (1999). The new inequality. Boston: Beacon Press
- Cohen, Joshua; Okin, Susan Moller; Nussbaum, Martha; Howard, Matthew (1999). Is multiculturalism bad for women?. Princeton, New Jersey: Princeton University Press. ISBN 9780691004327 Originally an essay (pdf).
- Cohen, Joshua; Shanley, Mary Lyndon; Chasman, Deborah (2004). Just marriage. Oxford UK New York: Oxford University Press. ISBN 9780195176261
- Cohen, Joshua (2009). Philosophy, politics, democracy: Selected papers. Cambridge: Harvard University Press
- Cohen, Joshua (2010). The arc of the moral universe and other papers. Cambridge: Harvard University Press
- Cohen, Joshua (2011). Rousseau: A free community of equals. New York: Oxford University Press